# Du chant à la une !…
Albums de Serge Gainsbourg
Serge Gainsbourg N°2
(1959)
Du chant à la une !… est le premier album de Serge Gainsbourg, sorti en 1958 sur un vinyle 10" (25 cm).

## Historique
Encensé lors de sa sortie par Boris Vian mais vendu à quelques centaines d’exemplaires seulement, il fut boudé par le public. Il a été enregistré avec Alain Goraguer et son orchestre. 
Cet album est particulièrement connu pour le titre Le Poinçonneur des Lilas, repris notamment par Les Frères Jacques en 1958 et Hugues Auffray en 1959. Ce sera le premier tube de Gainsbourg.
L'album (25 cm) sera récompensé par le Grand Prix de l'Académie Charles Cros l'année suivante, en 1959.

## Titres
Sur le LP d'origine, la face A comportait les titres 1 à 5 et la face B les titres 6 à 9. Au cours des rééditions suivantes, la chanson La Jambe de bois (Friedland) est ajoutée à l'album en dixième piste.  Par conséquent, les versions vinyles de l'album comportent en face A les titres 1 à 5 et la face B les titres 6 à 10.
Toutes les chansons sont écrites et composées par Serge Gainsbourg, sauf Ronsard 58 (paroles : Serge Barthélémy, musique : Serge Gainsbourg,,,,).
| No | Titre                                     | Durée |
| -- | ----------------------------------------- | ----- |
| 1. | Le Poinçonneur des Lilas                  | 2:44  |
| 2. | La Recette de l'amour fou                 | 1:57  |
| 3. | Douze belles dans la peau                 | 1:55  |
| 4. | Ce mortel ennui                           | 2:55  |
| 5. | Ronsard 58                                | 1:53  |
| 6. | La Femme des uns sous le corps des autres | 3:01  |
| 7. | L'Alcool                                  | 3:59  |
| 8. | Du jazz dans le ravin                     | 2:11  |
| 9. | Charleston des déménageurs de piano       | 2:25  |

| 10. | La Jambe de bois (Friedland)                                        | 2:34 |
| 11. | Douze belles dans la peau (en public aux 3 Baudets)                 | 2:17 |
| 12. | La Recette de l'amour fou (en public aux 3 Baudets)                 | 1:33 |
| 13. | La Femme des uns sous le corps des autres (en public aux 3 Baudets) | 2:07 |
| 14. | Le Poinçonneur des Lilas (en public aux 3 Baudets)                  | 2:49 |

## Crédits
- Arrangements, chef d'orchestre, piano - Alain Goraguer
- Contrebasse - Paul Rovère, Pierre Michelot
- Tambours, batterie - Christian Garros
- Vibraphone - Michel Hausser
- Photographie - Michel Bigaud, Walter Carone
- Producteur - Denis Bourgeois

## Singles
- septembre 1958 : Le Poinçonneur des Lilas / Douze belles dans la peau / Les Femmes des uns sous les corps des autres / Du Jazz dans le ravin
- 1959 : La Jambe de bois « Friedland » / Charleston des déménageurs de piano / La Recette de l'Amour fou / Ronsard 58

## Classement
| Classement    | Meilleure position |
| ------------- | ------------------ |
| France (SNEP) | 137                |